# Megachile vittatula
Megachile vittatula là một loài Hymenoptera trong họ Megachilidae. Loài này được Cockerell mô tả khoa học năm 1920.